# John Schuyler Crosby

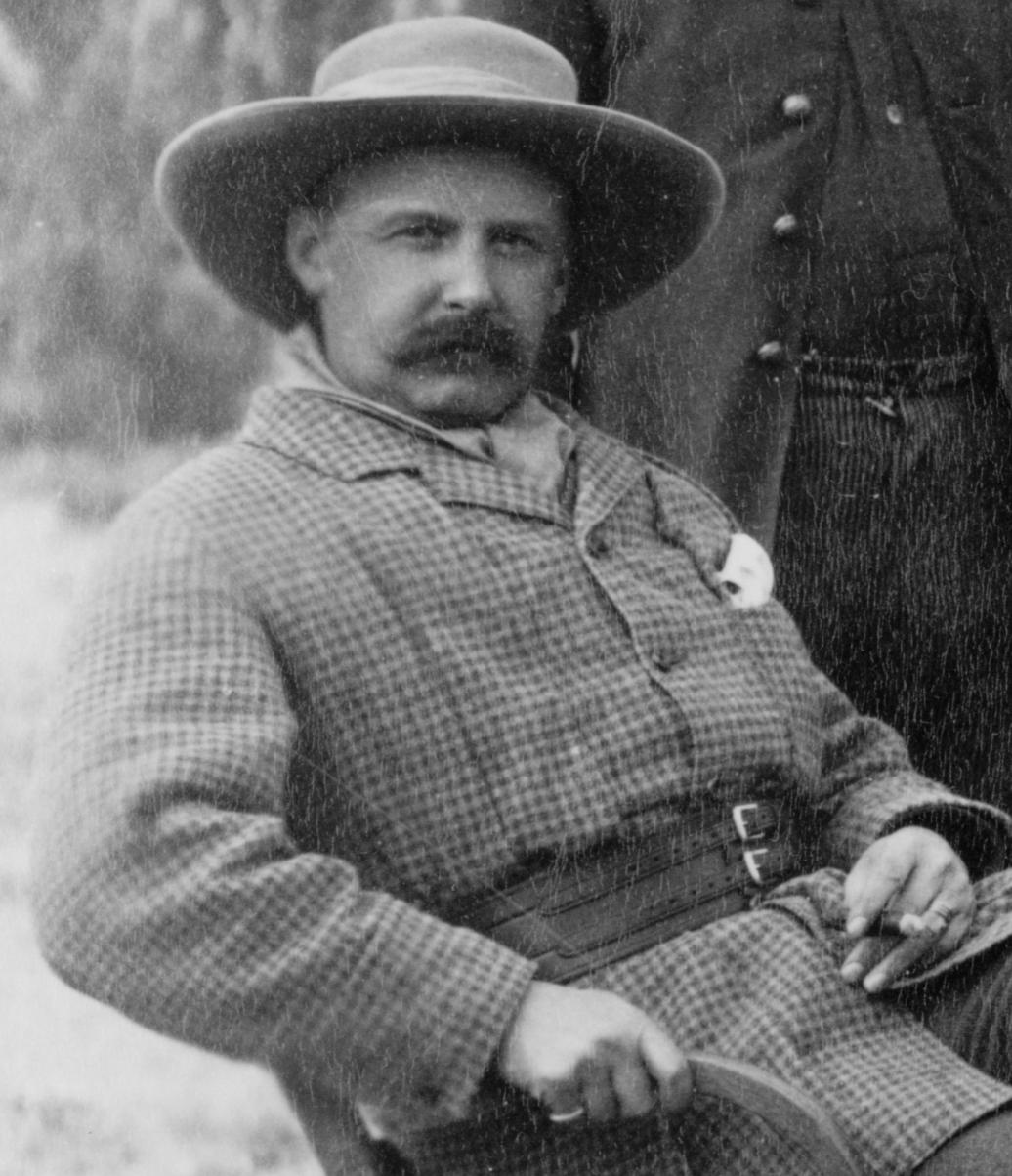
John Schuyler Crosby, 1883

John Schuyler Crosby (* 19. September 1839 in Albany, New York; † 8. August 1914 in Newport, Rhode Island) war ein US-amerikanischer Politiker (Republikanische Partei). Er war von 1883 bis 1884 der achte Gouverneur des Montana-Territoriums.

## Frühe Jahre und militärische Laufbahn
Über Crosbys Jugend ist wenig bekannt. Mit Beginn des Bürgerkrieges trat er in das öffentliche Rampenlicht. Am 5. August 1861 trat er als Leutnant in die U.S. Army ein. Bis zum Ende des Krieges brachte er es bis zum Brevet-Oberstleutnant. Er diente unter mehreren bekannten Generälen der Unionsarmee und erledigte heikle Aufträge hinter den feindlichen Linien. Präsident Abraham Lincoln bedankte sich persönlich für seinen Einsatz. Nach dem Bürgerkrieg war er an mehreren militärischen Operationen im Westen gegen die Indianer beteiligt. Dabei diente er zeitweise unter dem Kommando von General Philip Sheridan oder von George Armstrong Custer. Ende 1870 schied Crosby aus dem Militärdienst aus und trat als Zivilist in den öffentlichen Dienst ein.

## Politische Karriere
Im Jahr 1876 wurde Crosby von Präsident Ulysses S. Grant zum amerikanischen Konsul in Florenz (Italien) ernannt. Dieses Amt behielt er bis 1882. Im Jahr 1882 berief ihn Präsident Chester A. Arthur zum neuen Gouverneur im Montana-Territorium. Dieses Amt hatte er von dem 15. Januar 1883 bis zum 11. November 1884 inne. Nach seinem Rücktritt war er während der letzten Monate von Präsident Arthurs Amtszeit stellvertretender US-Postminister. Sein letztes politisches Amt hatte er zwischen 1889 und 1892 als Schulrat (School Commissioner) der Stadt New York. Danach zog er sich aus der Öffentlichkeit zurück.